# Alto Reno Terme

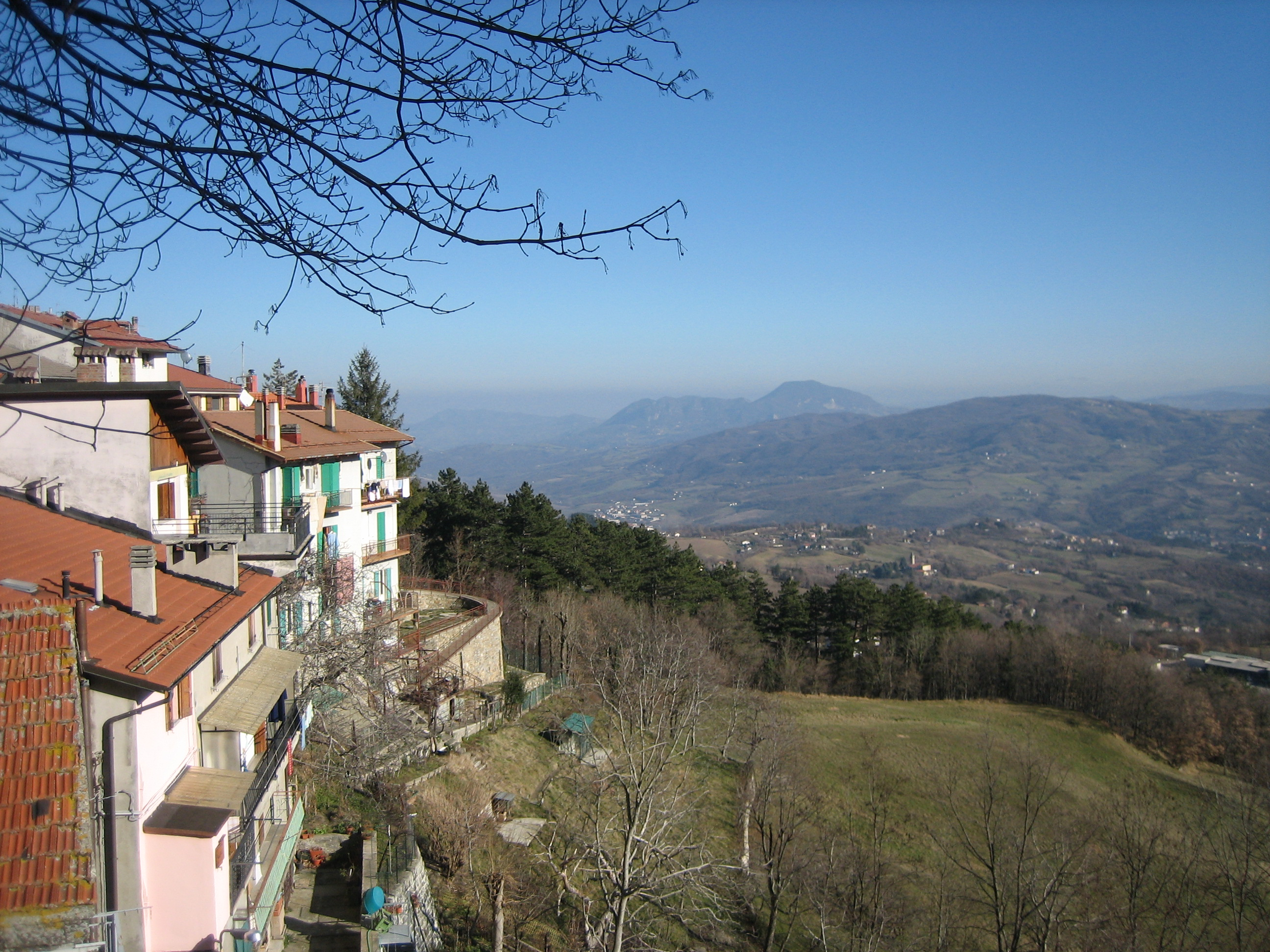
La frazione di Castelluccio

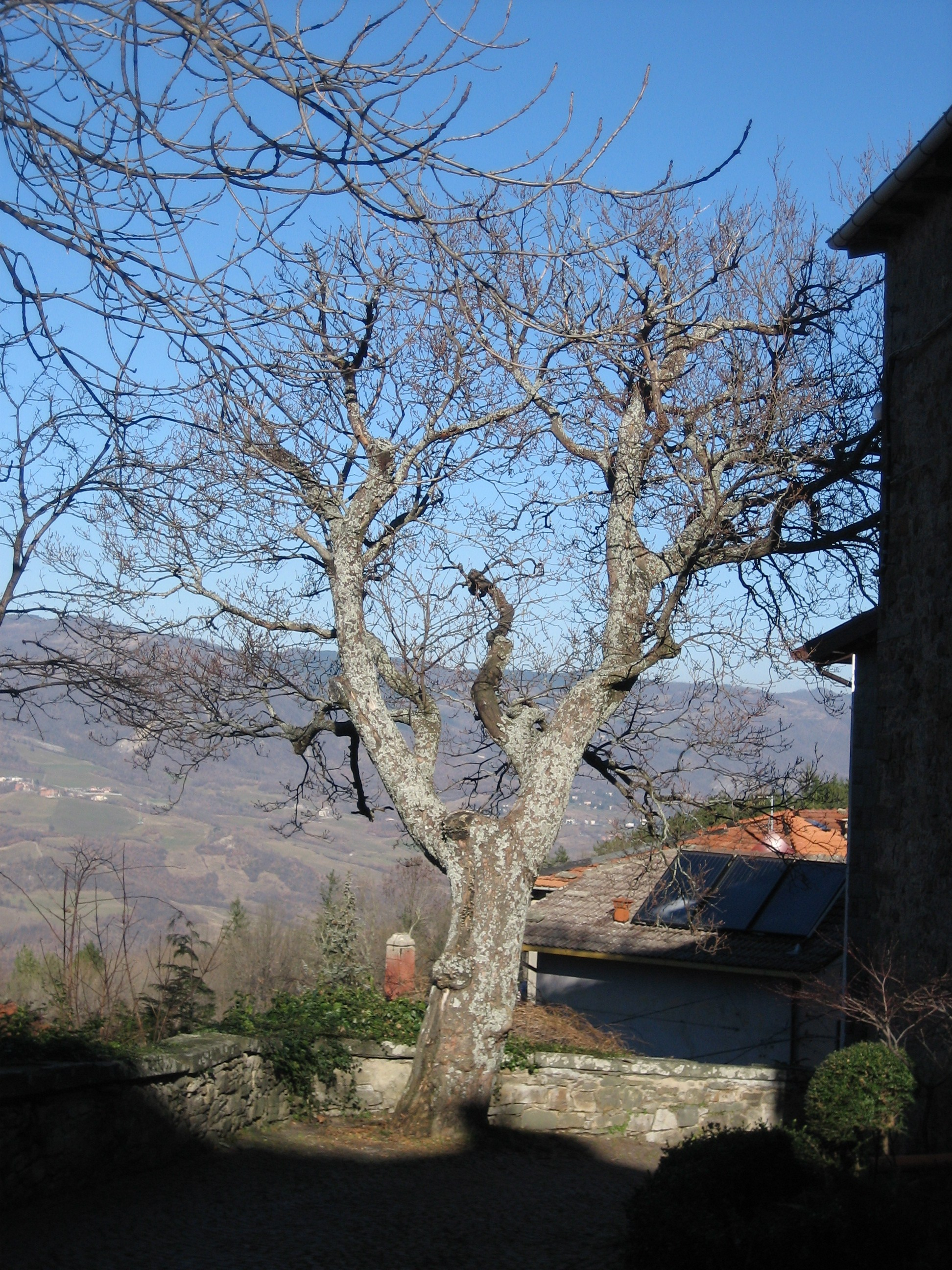
Castelluccio

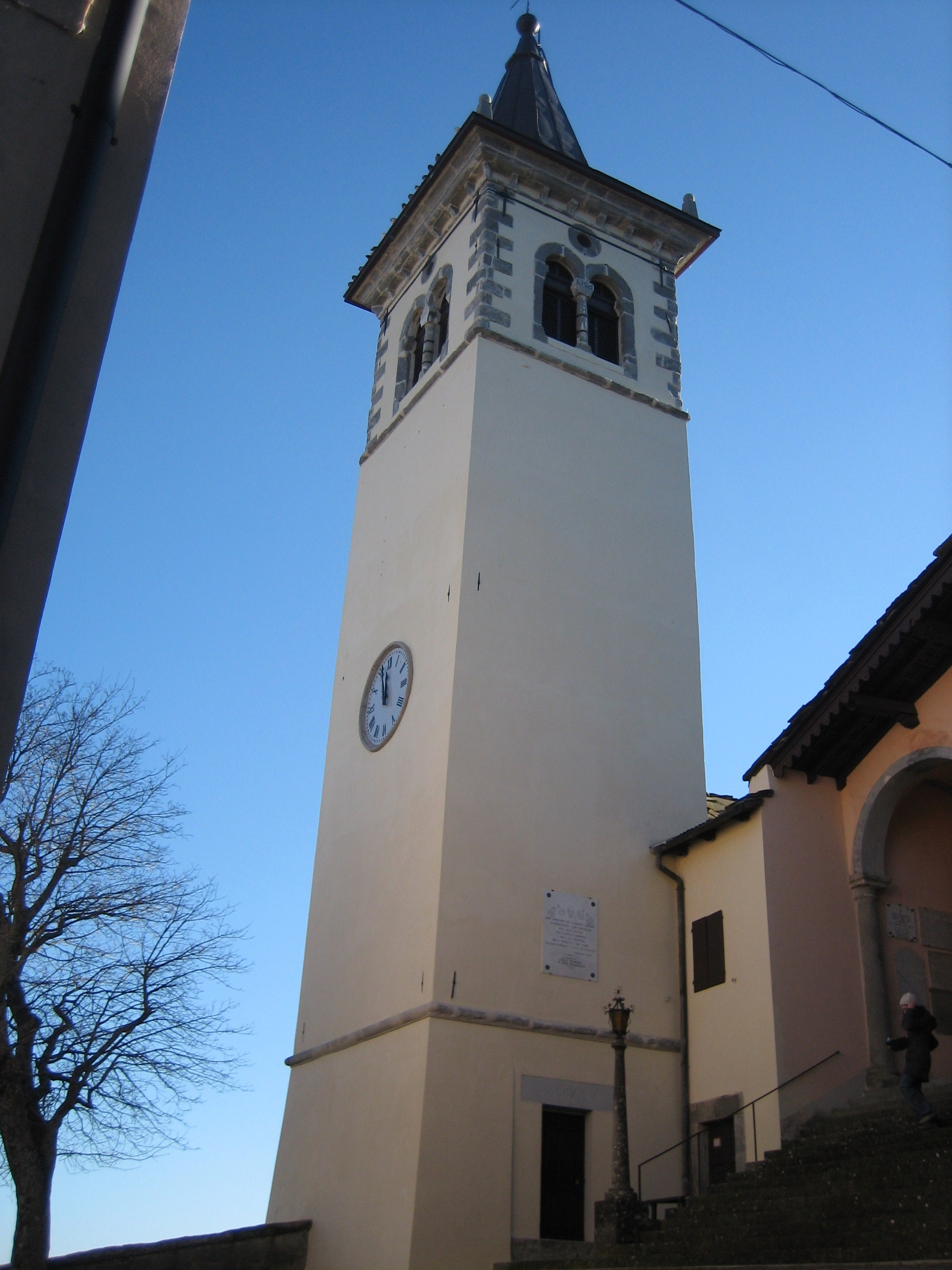
Campanile della Chiesa di Castelluccio

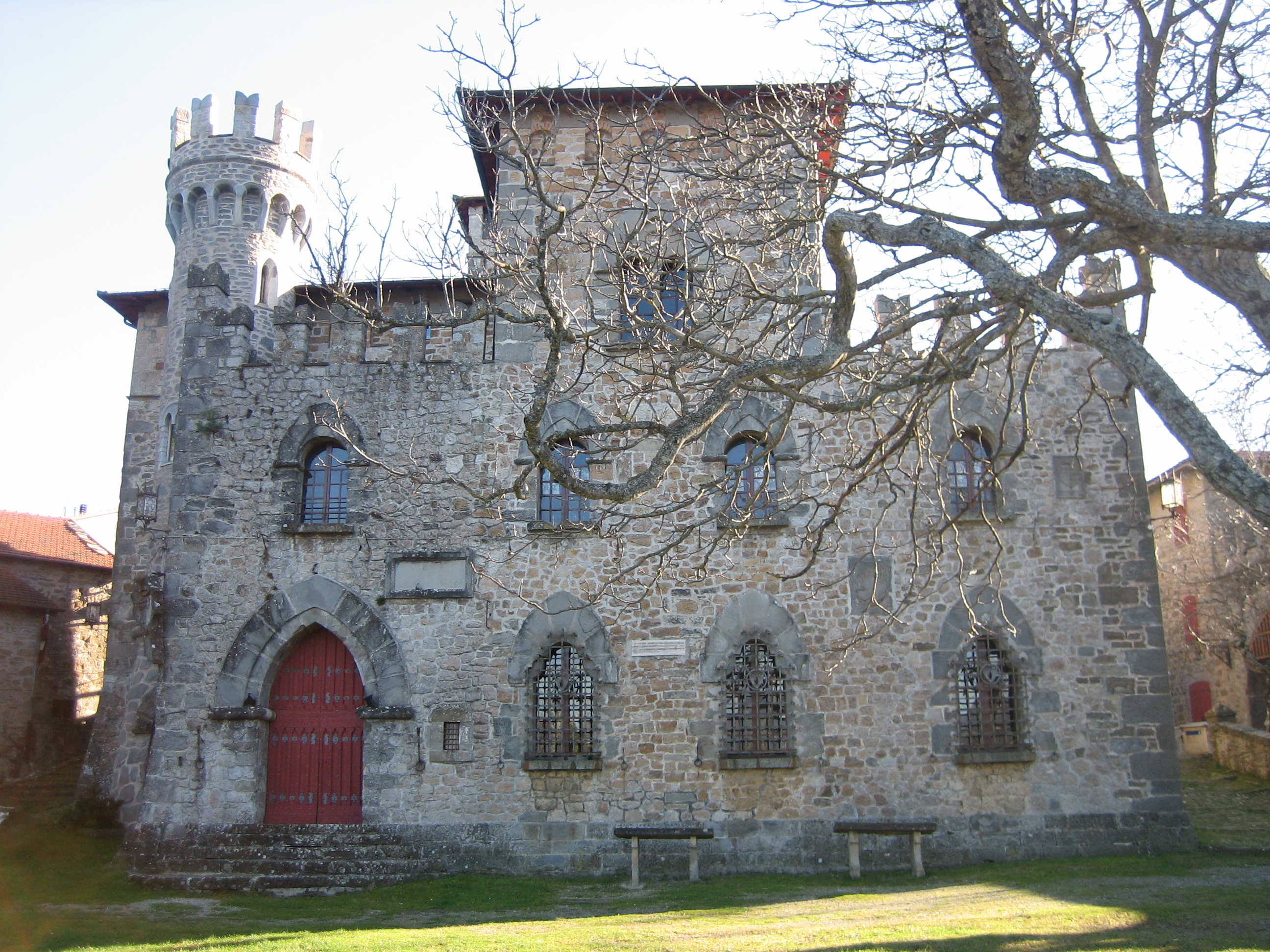
Il Castello Manservisi a Castelluccio

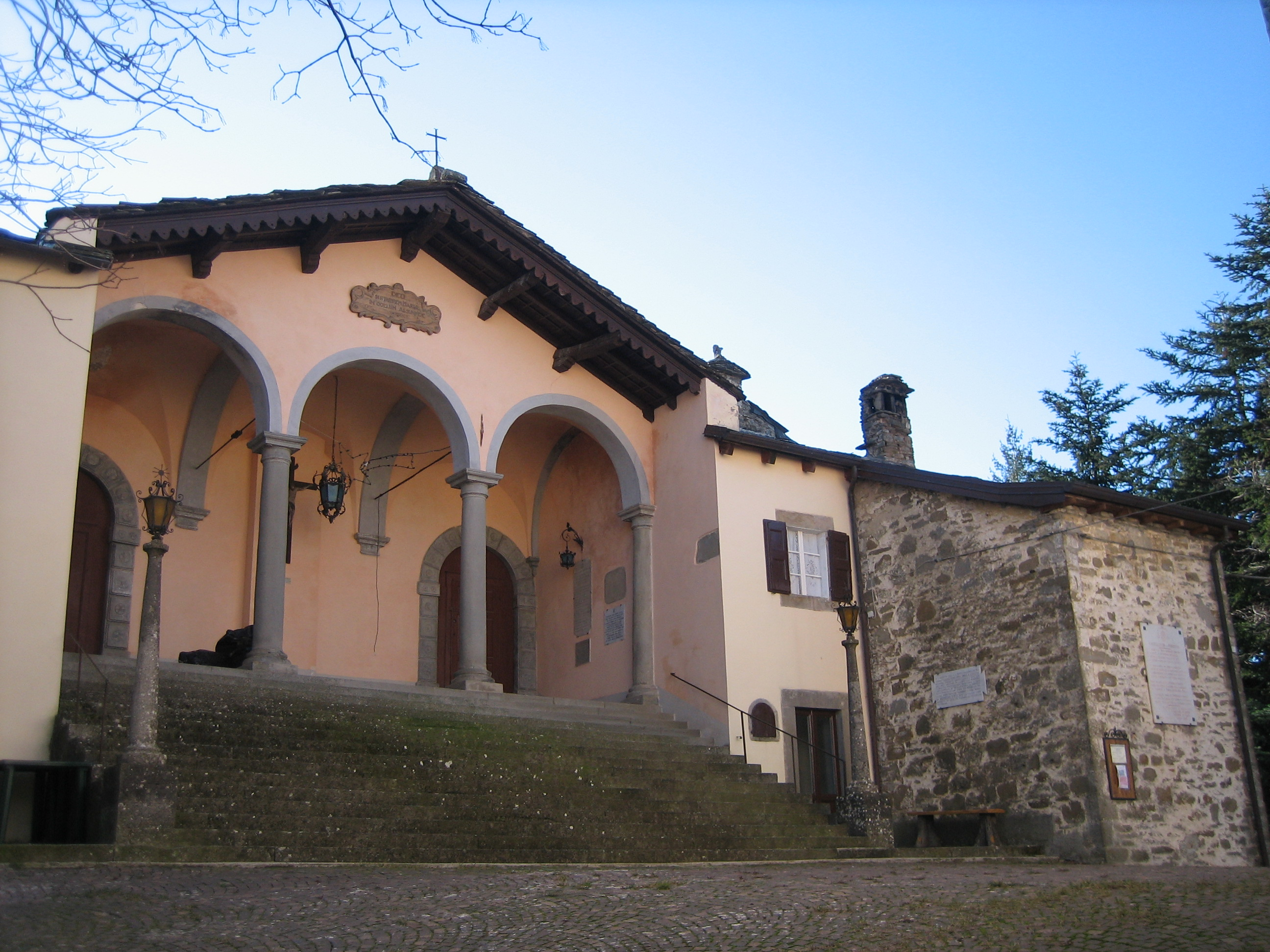
Chiesa di Santa Maria Assunta, a Castelluccio

Alto Reno Terme è un comune italiano sparso di 7 141 abitanti della città metropolitana di Bologna in Emilia-Romagna. Il capoluogo è la frazione di Porretta Terme. Ai sensi dell'art. 34 dello Statuto l'ex comune di Granaglione è divenuto municipio, mentre nelle frazioni di Castelluccio, Capugnano, Corvella e Porretta Terme sono state istituite le consulte territoriali. È stata sede amministrativa dell'Unione dell'Alto Reno.

## Storia
Il comune è stato istituito il 1º gennaio 2016 per fusione dei territori comunali di Porretta Terme e Granaglione.

### Simboli
Il comune ha adottato uno stemma che unisce elementi ripresi dagli emblemi dei precedenti comuni: nello specifico, un bue che si abbevera alla sorgente (Porretta Terme) e sullo sfondo i monti cimati dal castagno sormontato da una stella (simbolo di Granaglione).
Il gonfalone è un drappo di azzurro con la bordatura di bianco.

## Monumenti e luoghi d'interesse
Il MiBACT recensisce 46 beni architettonici tutelati nel comune, ai quali si aggiungono quelli senza tutele.

### Architetture religiose
- Pieve dei Santi Giovanni Battista e Pietro Apostolo e pertinenze
- Chiesa dei Boschi
- Oratorio della Santissima Annunziata e parco di casa Boni
- Cappella dell'Istituto per le vocazioni di Borgo Capanne
- Chiesa di San Pellegrino e pertinenze
- Chiesa di San Michele Arcangelo e annessi oratorio del Crocifisso e canonica
- Complesso di Santa Maria Assunta
- Santuario della Madonna del Faggio
- Oratorio della Beata Vergine delle Grazie
- Chiesa del Cuore Immacolato di Maria
- Chiesa di Santa Maria Maddalena di Porretta Terme
- Oratorio di San Rocco
- Oratorio di Santa Croce di Corvella
- Chiesa di San Nicolò
- Santuario della Madonna di Calvigi
- Oratorio di San Michele Arcangelo
- Chiesa di San Lorenzo di Lustrola
- Oratorio dei Mazzoni
- Oratorio di San Biagio, a Madognana
- Edicola La Madonnina
- Cimitero di Casa Calistri
- Chiesa dell'Immacolata ed ex Convento dei Cappuccini
- Oratorio di San Matteo
- Oratorio di Sant'Antonio
- Oratorio della Santissima Annunziata
- Oratorio della Madonna del Carmine
- Oratorio della Beata Vergine delle Grazie

### Architetture civili e militari
- Ex Villa Mattioli e parco
- Castello di Capugnano (resti)
- Ex sottostazione elettrica e pertinenze
- Ex scuola comunale di Castelluccio
- Casa-torre Greppe
- Ex Casa del Fascio
- Palazzo comunale
- Terme Alte
- Torre di costruzione romana
- Ca' di Giorgio
- Ponte sul Rio Scorticato
- Casone del Lupo
- Terme della Porretta Vecchia
- Castello Manservisi
- Ponte Solomon Burke
- Ponte sul Rio Merlandoni
- Ponte sul Reno di Biagioni
- Antico ponte sul Rio Muraglio
- Stazione di Porretta Terme
- Castello di Granaglione

### Altro
- Castagno di Tresana (Castanea sativa), albero monumentale

## Società

### Evoluzione demografica
Abitanti censiti

### Etnie e minoranze straniere
Al 31 dicembre 2022 vi erano 781 residenti stranieri, pari all'11,25% della popolazione.

## Cultura
- Centro culturale ed espositivo del Castello Manservisi, a Castelluccio[9]
- Centro di documentazione e Archivio storico dell'Alto Reno, a Porretta Terme[10]
- Biblioteca comunale di Porretta Terme

### Musei
Castelluccio

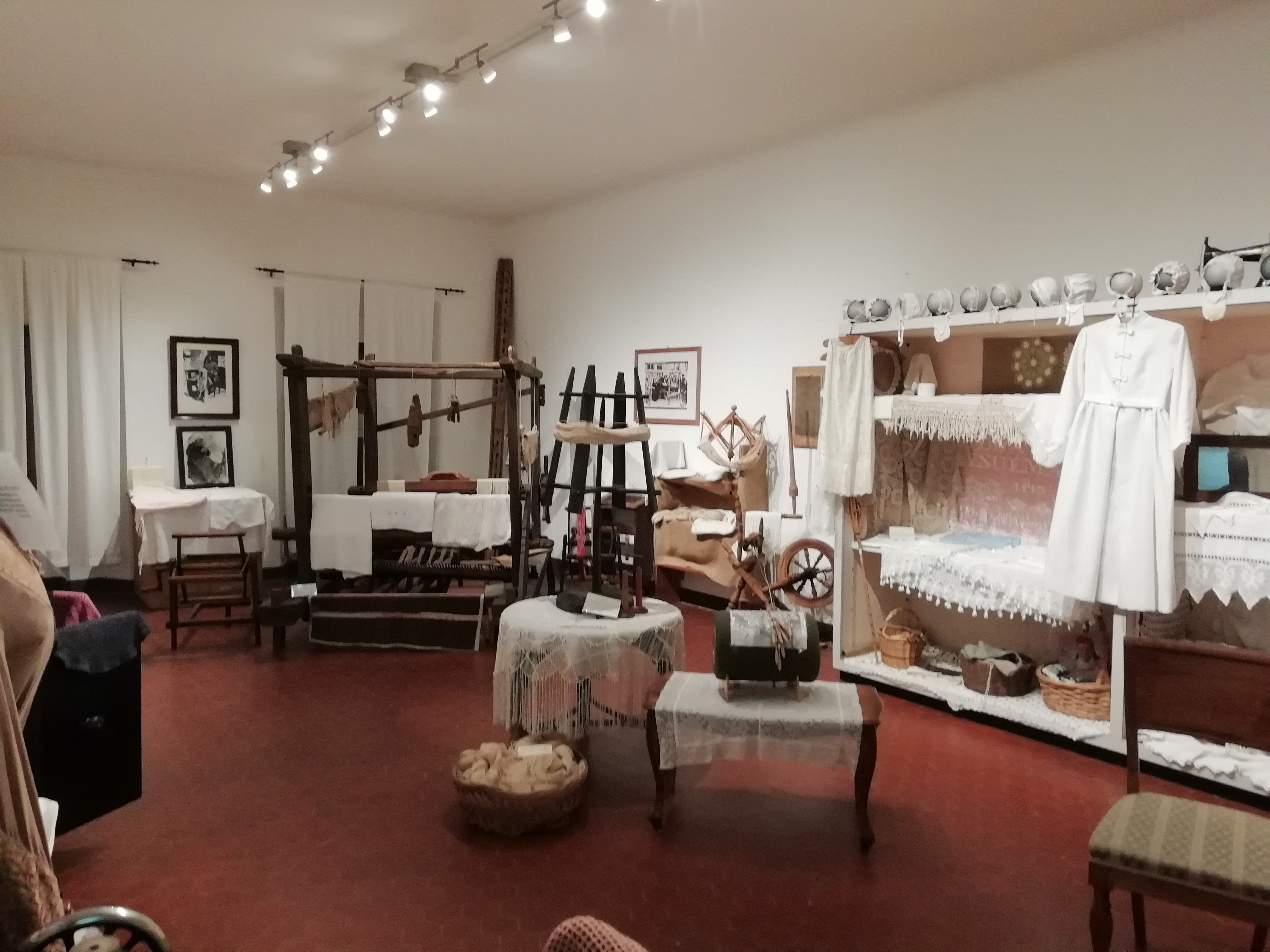
Una sala del museo etnografico LabOrantes

- Museo etnografico LabOrantes, nel complesso del Castello Manservisi a Castelluccio[11]. Il museo fa parte del Sistema Museale dell'Alto Reno ed è riconosciuto col marchio "Museo di Qualità" dall'Istituto per i Beni Artistici Culturali e Naturali della Regione Emilia-Romagna[12]

Granaglione
- Museo del legno o Xiloteca, aperto a maggio 2022 all'interno del Castagneto didattico-sperimentale di Granaglione, parte del Paesaggio rurale di interesse storico "Corona di Matilde"[13][14]

Porretta Terme
- Museo del Soul[15];
- Museo tipografico[16];
- Museo delle moto e dei ciclomotori Demm[17].

### Eventi
- Festival del cinema di Porretta Terme
- Porretta Soul Festival

Gemellaggi
- Memphis (USA)

## Amministrazione
Di seguito è presentata una tabella relativa alle amministrazioni che si sono succedute in questo comune.
| Primo cittadino   | Partito                 | Partito                         | Mandato         | Mandato        | Elezione      |
| Primo cittadino   | Partito                 | Partito                         | Inizio          | Fine           | Elezione      |
| ----------------- | ----------------------- | ------------------------------- | --------------- | -------------- | ------------- |
| Alberto Dall'Olio | Commissario prefettizio | Commissario prefettizio         | 1º gennaio 2016 | 5 giugno 2016  | -             |
| Giuseppe Nanni    |                         | Lista civica di centro-sinistra | 5 giugno 2016   | 3 ottobre 2021 | Elezione 2016 |
| Giuseppe Nanni    | 3 ottobre 2021          | Lista civica di centro-sinistra | in carica       | Elezione 2021  |               |